# Charles Samoy
Charles Samoy (Escaudain, 30 aprile 1939) è un allenatore di calcio ed ex calciatore francese, di ruolo portiere.

## Carriera

### Calciatore

#### Club
Dopo aver iniziato nel Roubaix-Tourcoing, nel 1961 viene ingaggiato dal Le Havre. Con i normanni retrocede in cadetteria a seguito del diciannovesimo e penultimo posto ottenuto nella Division 1 1961-1962.
Nel 1963 passa ai cadetti del Lilla, con cui vince la Division 2 1963-1964. Con i mastini gioca nella massima serie francese sino alla stagione 1967-1968. Con il suo club torna in massima serie nella Division 1 1971-1972 ma retrocedendo immediatamente al termine della stagione. 
Con il Lilla vince il girone A della Division 2 1973-1974, ottenendo la promozione in massima serie.

#### Nazionale
Venne convocato nella Nazionale olimpica di calcio della Francia, per disputare le XVII Olimpiadi. Con i blues ottenne il secondo posto del girone D della fase a gruppi, venendo eliminato dalla competizione.

### Allenatore
Samoy venne chiamato alla guida del Lilla nel novembre 1976, subentrando a Georges Peyroche, retrocedendo in cadetteria al termine della Division 1 1976-1977.
Circa vent'anni dopo, nel marzo 1997 Samoy, insieme a Hervé Gauthier, fu richiamato alla guida del Lilla per sostituire Jean-Michel Cavalli. La stagione si chiuse con la retrocessione in cadetteria del club rosso-bianco.

## Statistiche

### Cronologia presenze e reti nella Nazionale Olimpica
| Cronologia completa delle presenze e delle reti in nazionale ― Francia Olimpica | Cronologia completa delle presenze e delle reti in nazionale ― Francia Olimpica | Cronologia completa delle presenze e delle reti in nazionale ― Francia Olimpica | Cronologia completa delle presenze e delle reti in nazionale ― Francia Olimpica | Cronologia completa delle presenze e delle reti in nazionale ― Francia Olimpica | Cronologia completa delle presenze e delle reti in nazionale ― Francia Olimpica | Cronologia completa delle presenze e delle reti in nazionale ― Francia Olimpica | Cronologia completa delle presenze e delle reti in nazionale ― Francia Olimpica |
| Data                                                                            | Città                                                                           | In casa                                                                         | Risultato                                                                       | Ospiti                                                                          | Competizione                                                                    | Reti                                                                            | Note                                                                            |
| ------------------------------------------------------------------------------- | ------------------------------------------------------------------------------- | ------------------------------------------------------------------------------- | ------------------------------------------------------------------------------- | ------------------------------------------------------------------------------- | ------------------------------------------------------------------------------- | ------------------------------------------------------------------------------- | ------------------------------------------------------------------------------- |
| 26/08/1960                                                                      | Firenze                                                                         | Francia olimpica                                                                | 2 – 1                                                                           | Perù olimpica                                                                   | Olimpiadi 1960                                                                  | -1                                                                              |                                                                                 |
| 01/09/1960                                                                      | Roma                                                                            | Ungheria olimpica                                                               | 7 – 0                                                                           | Francia olimpica                                                                | Olimpiadi 1960                                                                  | -7                                                                              |                                                                                 |
| Totale                                                                          |                                                                                 | Presenze                                                                        | 2                                                                               |                                                                                 | Reti                                                                            | -7                                                                              |                                                                                 |

## Palmarès

### Competizioni nazionali
- Campionato francese di seconda divisione: 2

1963-1964, 1973-1974 (girone A)